# Ti amo (saggio)
 Ti amo è il 19° libro del sociologo Francesco Alberoni, pubblicato nella sua prima edizione da Rizzoli nel 1996.

## Argomento
Il saggio tratta il fenomeno dell'innamoramento, classificando essenzialmente i quattro processi o meccanismi che creano un legame amoroso: il piacere, la perdita, l'indicazione e lo stato nascente, l'unico che è necessario per creare quello che l'autore chiama il vero innamoramento.

## Edizioni
- Francesco Alberoni, Ti amo, Rizzoli, 1996, ISBN 88-17-84451-9.

### Traduzioni
Il libro ha avuto negli anni numerose traduzioni in diverse lingue, tra cui:
- (NO) Eg elskar deg, Oslo, Det Norske samlaget, 1997.
- (EL) Peri erotos, Atene, Psychogios, 1998, ISBN 960-274-240-2.
- (EN) I love you, Milano, Cooperativa libraria I.U.L.M., 1996, ISBN 88-7695-149-0.
- (ES) Te amo, Barcellona, Gedis, 1998.
- (DE) Liebe, Monaco di Baviera, Heine, 1998.
- (FR) Je t'aime, Parigi, Plon, 1997.
- (SV) Jag alskar dig, Göteborg, Korpen, 1996.
- (PT) Eu te amo, Rio de Janeiro, Rocco.
- (NO) sconosciuto, Oslo, Bertrand, 1997.
- (JA) sconosciuto, Tokio, Chuokoron, 1997.
- (KO) sconosciuto, Seul, Otava Green Book pub.
- (FI) sconosciuto, Helsinki, Otava.
- (PL) sconosciuto, Warzawa, Panstowowy Institut.
- (RO) sconosciuto, Bucarest.
- (HU) sconosciuto, Szeretlek, Europa Konyukiado KFT.
- (TR) sconosciuto, Istanbul, Literatur Yayincilik.
- (ZH) sconosciuto, Taipei, Classic Communication.

## Fonte
- Sito ufficiale di Francesco Alberoni, su alberoni.it. URL consultato il 26 dicembre 2009.